# Kunda
Kunda város (alapítva 1938. május 1-jén) Lääne-Viru megyében, Észtországban, a Finn-öböl partján. Lakossága megközelítőleg 4000 fő, területe 9,85 km². Cementgyárral és kikötővel is rendelkezik.

## Története
Az Észtország területén valaha létezett őskori közösségek legrégebbikét a város mellett találták meg. Kr. e. 6500 körül az itt élő emberek főleg halászattal és vadászattal foglalkozhattak.
A Kundai légibázis létesítménye 13 km-re nyugatra van a településtől, és egyaránt szolgálta az egykori szovjet, illetve mai észt védelmi érdekeket.

## Képgaléria

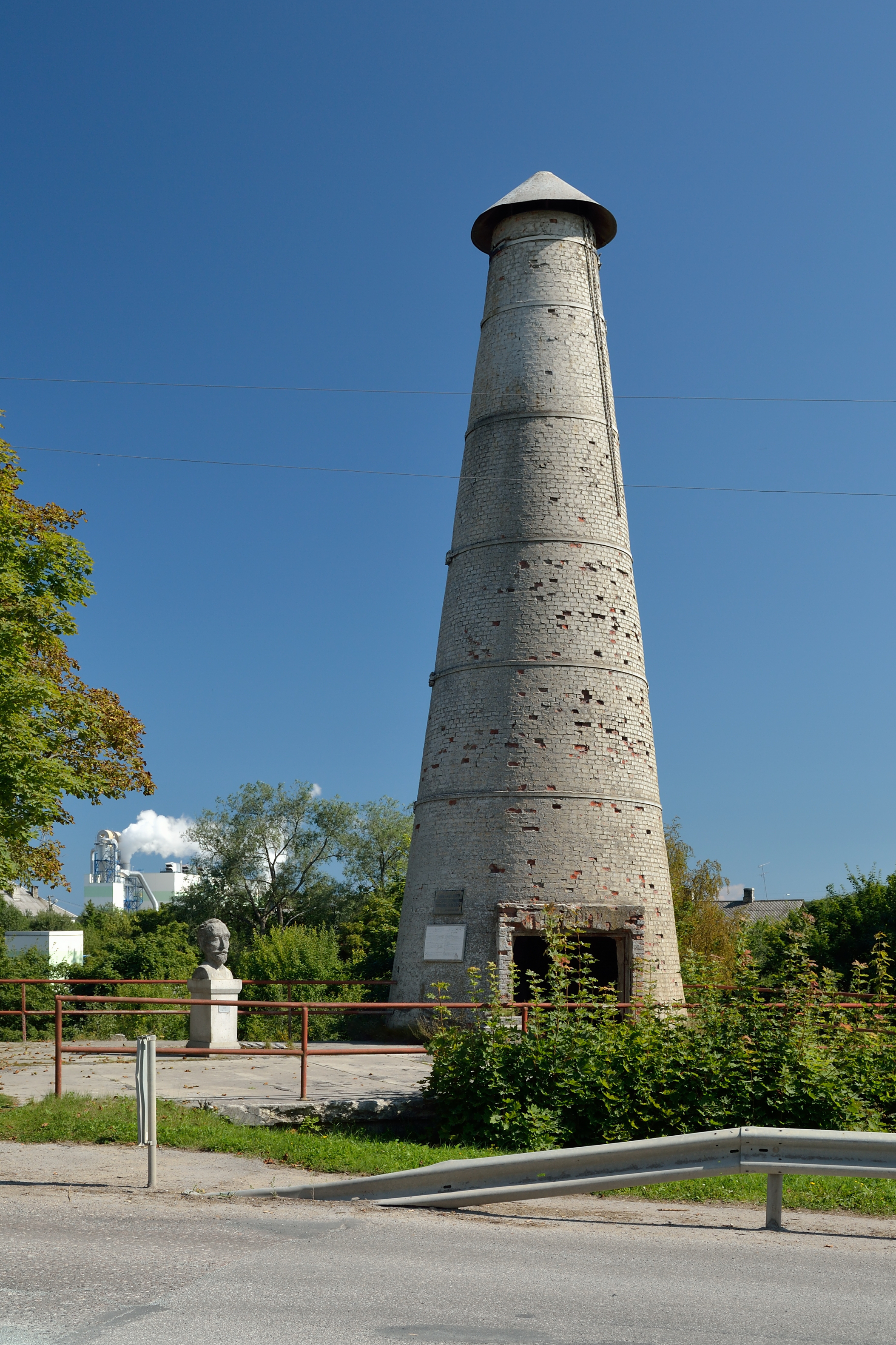
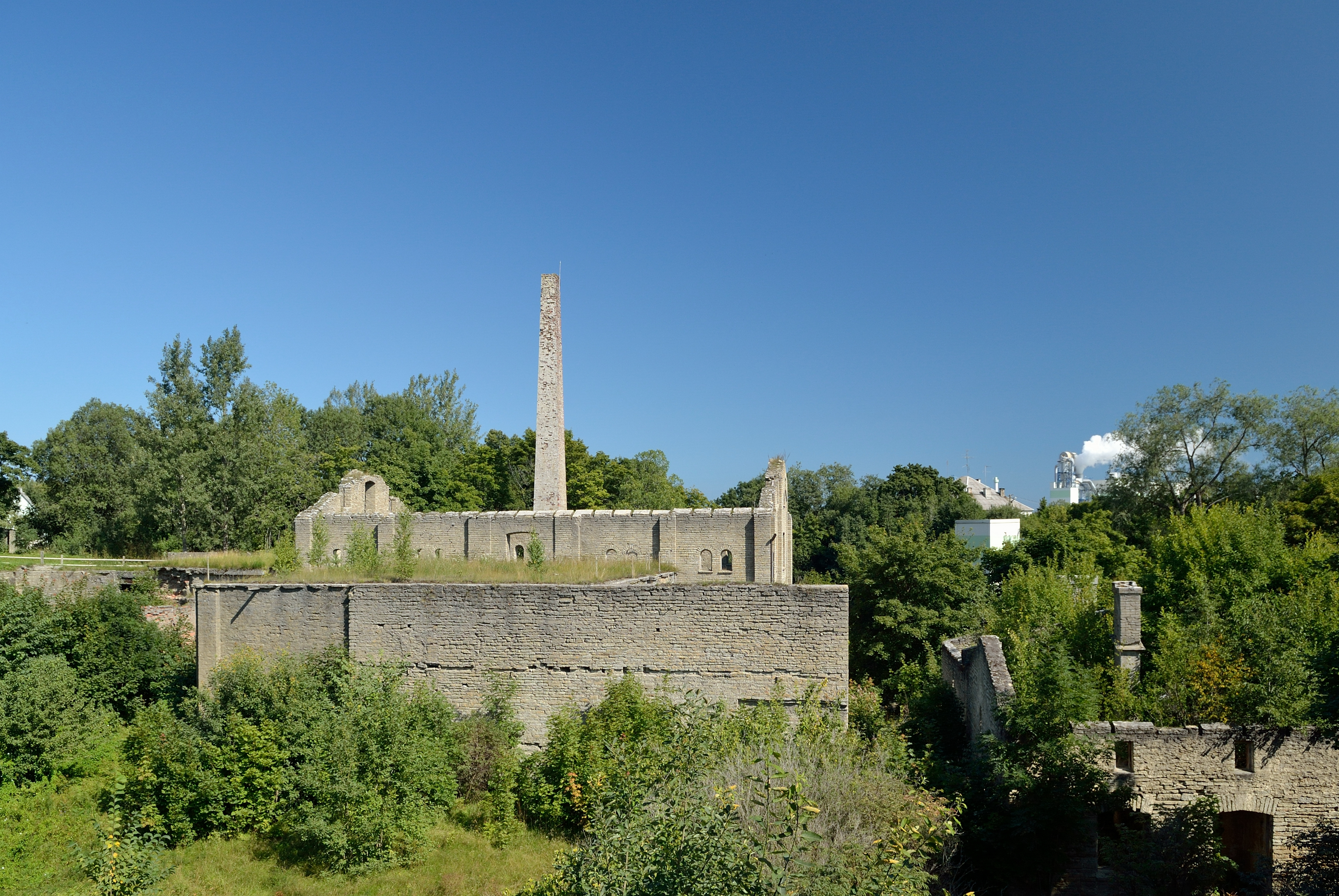
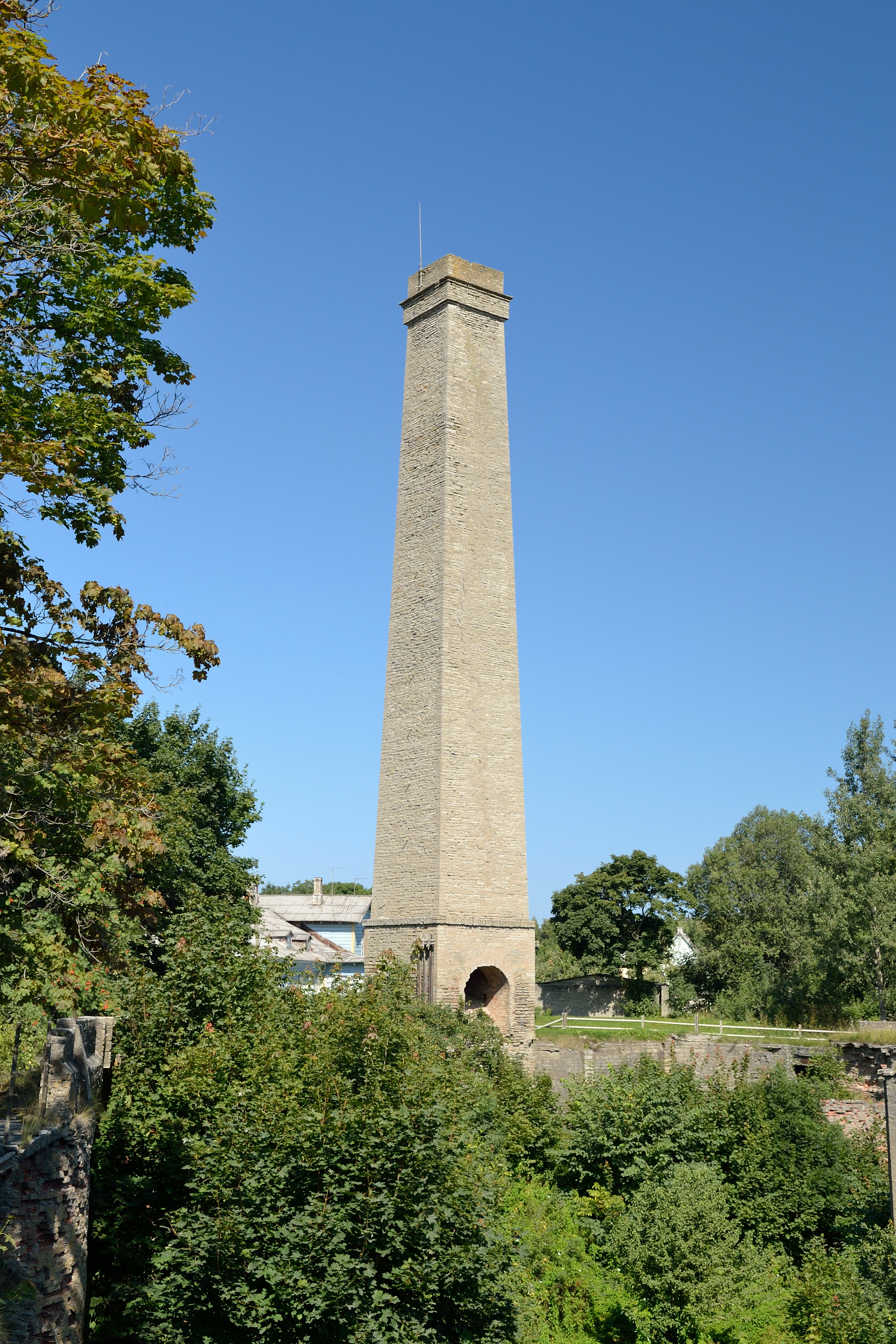

## Népessége
| Lakosok száma | 3422 | 3267 | 3224 | 3059 | 3034 | 3036 | 2955 | 2997 | 3057 | 3044 |
|               | 2011 | 2014 | 2015 | 2017 | 2018 | 2019 | 2020 | 2022 | 2023 | 2024 |